# Liste der Nummer-eins-Hits in Norwegen (1979)
Diese Liste enthält alle Nummer-eins-Hits in Norwegen im Jahr 1979. Es gab in diesem Jahr acht Nummer-eins-Singles und zwölf Nummer-eins-Alben.
| Singles | Alben |
| --- | --- |
| - Geir Børresen & Smurfene – Smurfesangen - 8 Wochen (51/1978 – 6/1979) - Bee Gees – Too Much Heaven - 8 Wochen (7/1979 – 14/1979) - Frankie Miller – Darlin’ - 3 Wochen (15/1979 – 17/1979) - Milk & Honey – Halleluya - 11 Wochen (18/1979 – 28/1979) - Anita Ward – Ring My Bell - 3 Wochen (29/1979 – 31/1979) - Patrick Hernandez – Born to Be Alive - 4 Wochen (32/1979 – 35/1979) - Frank Zappa – Bobby Brown (Goes Down) - 11 Wochen (36/1979 – 46/1979) - Cliff Richard – We Don’t Talk Anymore - 10 Wochen (47/1979 – 4/1980) | - Geir Børresen & Smurfene – I Smurfeland - 5 Wochen (51/1978 – 3/1979, insgesamt 7 Wochen) - Prima Vera – Brakara - 2 Wochen (4/1979 – 5/1979) - Geir Børresen & Smurfene – I Smurfeland - 2 Wochen (6/1979 – 7/1979, insgesamt 7 Wochen) - Bee Gees – Spirits Having Flown - 7 Wochen (8/1979 – 14/1979) - Supertramp – Breakfast in America - 4 Wochen (15/1979 – 18/1979) - ABBA – Voulez-Vous - 6 Wochen (19/1979 – 24/1979) - Electric Light Orchestra – Discovery - 12 Wochen (25/1979 – 36/1979) - Bob Dylan – Slow Train Coming - 4 Wochen (37/1979 – 40/1979, insgesamt 5 Wochen) - Boney M. – Oceans of Fantasy - 2 Wochen (41/1979 – 42/1979) - Bob Dylan – Slow Train Coming - 1 Woche (43/1979, insgesamt 5 Wochen) - Frank Zappa – Joe’s Garage Act I - 2 Wochen (44/1979 – 45/1979) - Jahn Teigen – En dags pause - 3 Wochen (46/1979 – 48/1979) - Toto – Hydra - 1 Woche (49/1979) - Pink Floyd – The Wall - 21 Wochen (50/1979 – 18/1980) |
| | |

Siehe auch: Nummer-eins-Hits 1979 in  Australien, Belgien, Deutschland, Finnland, Frankreich, Irland, Italien, Japan, Kanada, Neuseeland, den Niederlanden, Österreich, Schweden, der Schweiz, Spanien, den Vereinigten Staaten und im Vereinigten Königreich.